# Initiative Chan Zuckerberg
L'Initiative Chan Zuckerberg ou CZI (Chan Zuckerberg Initiative en anglais) est une entreprise philanthropique américaine (Limited liability company (LLC)) créée en 2015, par Mark Zuckerberg et Priscilla Chan afin de faire « avancer le potentiel humain et promouvoir l'égalité dans des domaines comme la santé, l'éducation, la recherche scientifique et l'énergie ».

## Contexte
138 milliardaires américains dont Mark Zuckerberg fait partie se sont engagés à faire don d'au moins la moitié de leur fortune à des œuvres philanthropiques, dans le cadre de l'engagement The Giving Pledge à l'initiative notamment de Bill Gates et Warren Buffett.

## Historique

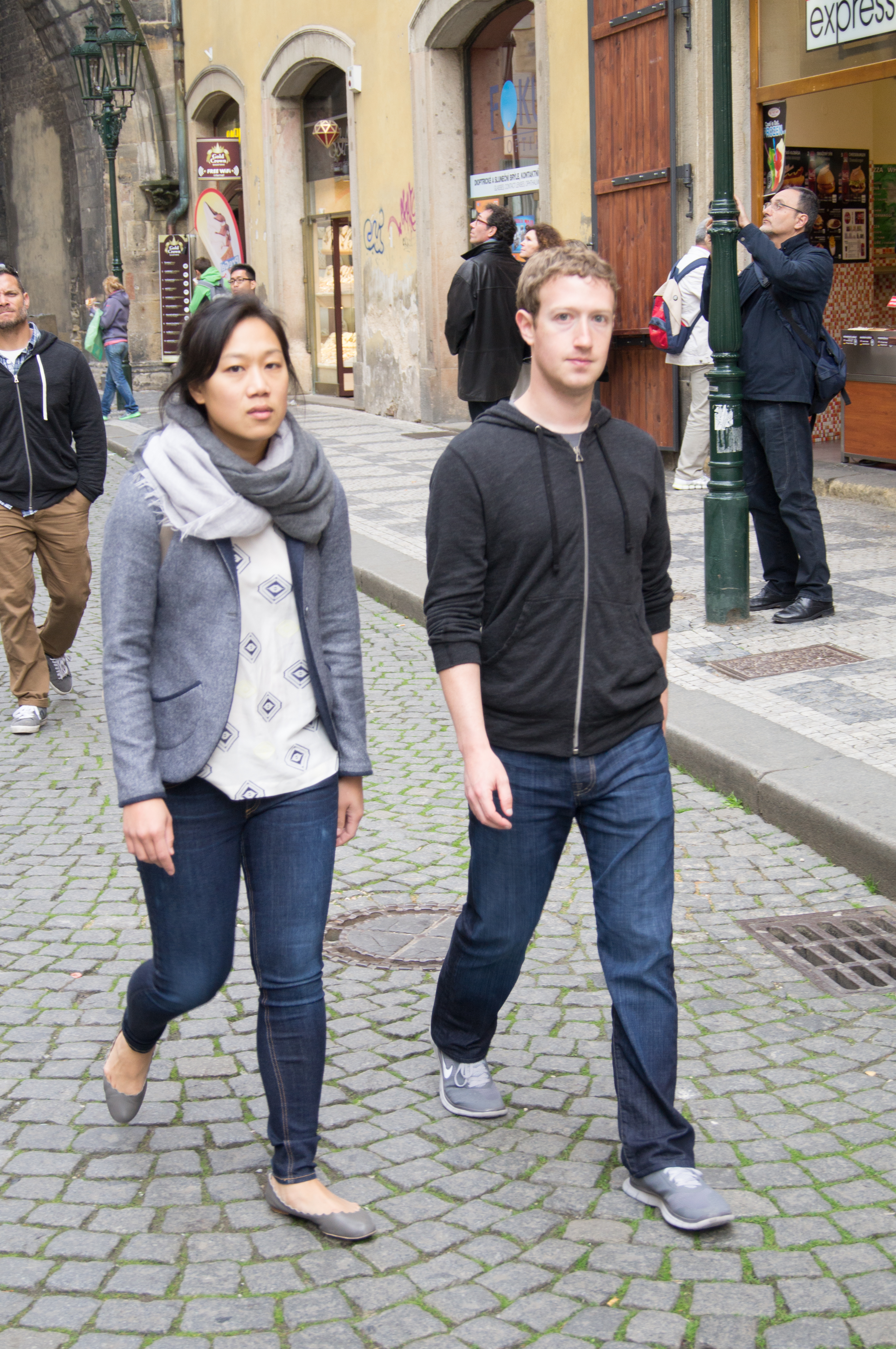
Mark Zuckerberg et Priscilla Chan en 2009.

Le 1er décembre 2015, jour de l'annonce de la naissance de leur fille Maxima (surnommée Max), Mark Zuckerberg et Priscilla Chan annoncent la création de leur nouvelle entreprise Chan Zuckerberg Initiative (CZI), baptisée de leurs noms respectifs, avec un statut juridique de Limited liability company (LLC), et une annonce de potentiel de dotation progressif de 99 % des actions de Facebook détenues par le couple, estimées à environ 45 milliards de dollars (42 milliards €).
En juin 2016, la fondation investit 24 millions $ pour former des développeurs en Afrique, à Lagos et Nairobi.
La fondation acquiert en janvier 2017 la société Meta, spécialisée dans la recherche scientifique, alors que David Plouffe rejoint la fondation, chargé des missions politiques et juridiques.
La Chan Zuckerberg Initiative (CZI) finance, pour un montant non rendu public, le projet HCA (Human Cell Atlas) visant à recenser l'ensemble des cellules du corps humain. En octobre 2021, l'entreprise investit dans les travaux d'analyse d'images médicales microscopiques de l'université de Dresden. L'entreprise investit également dans la société indienne des technologies de l'éducation Byju.
Le 21 avril 2025 , à la suite du virage pro-Trump de Mark Zuckerberg, sa fondation annonce la fermeture définitive de son école située en Californie et destinée aux personnes défavorisées.

## Critiques
Une fondation de type LLC n'est pas une organisation à but non lucratif et permet de générer des profits, financer des campagnes politiques ou faire du lobbying. La CZI semble un moyen d'investir de l'argent et d'échapper aux impôts sous une autre forme. Mark Zuckerberg a précisé quelques jours après l'annonce de la création de la fondation que ce choix n'est pas lié à des raisons d'évitement fiscal, et que les revenus de l'argent investi dans la fondation serviront à la financer dans l'avenir. Par ailleurs, Mark Zuckerberg souhaite utiliser cette initiative à des fins politiques.